# Rhyparus octovirgatus
Rhyparus octovirgatus är en skalbaggsart som beskrevs av Schmidt 1916. Rhyparus octovirgatus ingår i släktet Rhyparus och familjen Aphodiidae. Inga underarter finns listade i Catalogue of Life.